# Ludwig Halauska

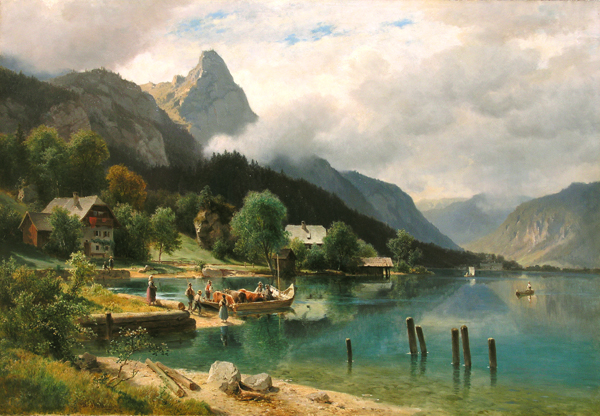
Ludwig Halauska: Weißenbach am Attersee, 1872

Ludwig Halauska (* 24. September 1827 in Waidhofen an der Ybbs; † 29. April 1882 in Wien) war ein österreichischer Maler.

## Leben
Ludwig Halauska besuchte das Stiftsgymnasium in Seitenstetten und studierte dann an der Akademie der bildenden Künste Wien bei Thomas Ender und Franz Steinfeld. Er malte vor allem Landschaften aus Niederösterreich, den österreichischen Alpenregionen und dem Salzkammergut. In seiner späten Schaffensperiode näherte er sich der Malweise des österreichischen Stimmungsimpressionismus an. Ludwig Halauska starb 1882 in Wien.
1957 wurde die Halauskagasse in Wien-Liesing nach ihm benannt.